# 小行星4237
小行星4237（英語：4237 Raushenbakh）是一颗围绕太阳公转的小行星。1979年9月24日，尼古拉·切爾尼赫在克里米亚发现了此天体。
这颗小行星的绝对星等为345.3357836984224等。